# Brumales
Las Brumales (en latín Brumalia) eran unas fiestas del solsticio de invierno celebradas en el Imperio romano de Oriente. En Roma se celebraba el 24 de noviembre la fiesta de Bruma, que precedió a la festividad de las Brumales en la parte oriental del Imperio. El cronista Juan Malalas afirmó que fueron instituidas por Rómulo en honor de Líbero o Baco (Dioniso), junto a Saturno (Cronos) y Ops (Deméter) y celebradas por los romanos. Probablemente era una derivación de las antiguas fiestas griegas de las Leneas dedicadas a Dioniso Leneo, donde también se hacían excesos en la bebida de vino y en la liberalización de las costumbres. Este nombre, viene del latín Brūma "solsticio de invierno", que era una modificación de "breuĭma" superlativo arcaico de "breuis" corto; significando "el día mas corto del año".

## Orígenes
La vida romana durante la antigüedad clásica se centraba en la agricultura, la caza, ganadería y el ejército, y los días fríos y cortos del invierno se veían como poco productivos y un cese de las actividades. Las brumales eran festividades durante esta temporada de entretiempo de poca luz y calor.  
Los granjeros sacrificaban sus cerdos a Saturno y Ceres, los vinateros sacrificaban cabras en honor a Baco (o Dionisio en el mundo heleno), los encargados de puestos públicos regalaban miel, vino y aceite de oliva a los sacerdotes de Ceres.  
Tenemos también variaciones de la fecha; para el historiador alemán Theodor Mommsen, las Brumales comenzarían el 24 de noviembre y finalizarían el 25 de diciembre, el día de la bruma. Otros autores dicen que las brumales se celebraban dos veces al año, el 12 de las calendas de marzo y el 18 de las de septiembre y que se llamaban también hiematia.
Hay historias de las que se tiene cierta evidencia pero que se duda de su veracidad, como la narración del cronografista antioqueno Juan Malalas, nacido en 491, y a su vez basado según él en el analista romano Licinio Macer, que cuenta que sus orígenes venían de una pequeña celebración instituida desde tiempos de Rómulo, para mitigar el oprobio sentido después de que su padrastro Faustulo le ofreciera pan, ya que era costumbre que solo se comiera pan junto a un pariente, y así fue una fecha donde cada quién daba entretenimiento a alguien fuera de su seno familiar, siendo una historia que intenta a posteriori darle un significado a la palabra Broumalia relacionándola con el griego βρομός comida. Balzamon y Tzetzes, escritores griegos de la época moderna, sugieren que fue una tradición romana ya mezclada con las festividades Dionisiacas propias del mundo heleno.  

## Época Bizantina
Para la época bizantina, aproximadamente en el siglo V, nos cuenta el historiador Juan Lido (nacido en el año 490) en su libro De mensibus  cómo florecía esta celebración en Constantinopla, en el Imperio Romano de Oriente, donde era llamado "Festival de Cronos" (nombre griego para Saturno) comenzando el 24 de noviembre  hasta la inauguración de las Saturnales el 17 de diciembre, cada uno de estos 24 días asignado con una letra del alfabeto griego. Durante este festival era costumbre festejar a cada amigo el día de la letra inicial de su nombre, además que se solía matar un cerdo, costumbre también compartida en las antiguas Saturnales. Otros autores, como Forcellini y Cumont, intercambian las fechas o asimilan una fiesta a la otra, usando Saturnalia y Brumalia como sinónimos.
Juan Lido también nos narra cómo era una fecha relacionada con "demonios ctónicos" (divinidades paganas) por lo que tenía desaprobación de la Iglesia. Esto suena extraño porque a pesar del antipaganismo que se encuentra siempre, tenemos muchos textos que nos muestran cómo hasta mediados del siglo X sigue habiendo referencias a este ritual no-cristiano. Agathias reporta sin censura en el año 577 cómo se celebraban las Brumales en Constantinopla después de un terremoto. También se sabe, por Coricio de Gaza, Oración XIII, que la fiesta era celebrada en el siglo VI durante el reinado del emperador Justiniano I donde se profetizaban las perspectivas para el resto del invierno. emperador que, por otra parte, persiguió el paganismo. En 521 celebró su primer consulado con las Brumales en una escala copiosa y fastuosa con banquetes y espectáculos por todo el Imperio. El emperador no sintió problema alguno en celebrar estos ritos populares siempre y cuando no se practicaran sacrificios o cultos específicamente paganos, pues la festividad era parte secular ya del día a día de su pueblo y su corte.
Estas actitudes permisivas del cristianismo no fueron siempre iguales, pues para el siglo siguiente se dejó de tolerar. En el Concilio Quinisexto mantenido en Constantinopla, del año 692, en su canon 62, se prohíbe la celebración, entre otras, de las fiestas Brumales. Estas fiestas del solsticio de invierno, fueron lo suficientemente populares como para que se prolongaran hasta la era cristiana aunque en forma alterada, alejándose de su espíritu y características, de forma tal que algunos creen que la celebración de la Navidad puede tener un cierto origen en ellas.